# Hemisphaerius torpidus
Hemisphaerius torpidus är en insektsart som beskrevs av Walker 1857. Hemisphaerius torpidus ingår i släktet Hemisphaerius och familjen sköldstritar. Inga underarter finns listade i Catalogue of Life.